# Гремячка (Скопинский район)
Гремячка — село в Скопинском районе Рязанской области, входит в состав Успенского сельского поселения.

## География
Село расположено на берегу речки Слободка близ автодороги Р-22 «Каспий» в 11 км на север от центра поселения села Успенское и в 13 км на север от райцентра города Скопин.

## История
Как видно из окладных книг 1676 года село Гремячка выселилось из села Вослебы. В 1674 году в селе было начато строительство церкви Архистратига Божия Михаила. В 1776 году на месте старой церкви начато строительство новой деревянной Архангельской церкви с приделом Флоролаврским, которая освящена была в 1784 году. Строительство каменной церкви прежнего храмонаименования началось в 1872 году, а освящена церковь в 1876 году. В 1861 году в Гремячке была открыта местным священником школа, помещавшаяся в его доме.
В XIX — начале XX века село входило в состав Казинской волости Скопинского уезда Рязанской губернии. В 1906 году в селе было 530 дворов.
С 1929 года село являлось центром Гремячевского сельсовета Скопинского района Рязанского округа Московской области, с 1937 года — в составе Рязанской области, с 2005 года — в составе Успенского сельского поселения.
До 2011 года в селе действовала Гремячковская средняя общеобразовательная школа.

## Население
| 1859 | 1897  | 1906  | 2010 |
| ---- | ----- | ----- | ---- |
| 1898 | ↗3223 | ↗3839 | ↘424 |

## Инфраструктура
В селе имеются магазин, отделение связи, фельдшерский пункт.